# Neonauclea superba
Neonauclea superba là một loài thực vật có hoa trong họ Thiến thảo. Loài này được (S.Moore) S.Moore mô tả khoa học đầu tiên năm 1926.